# 엘에히도

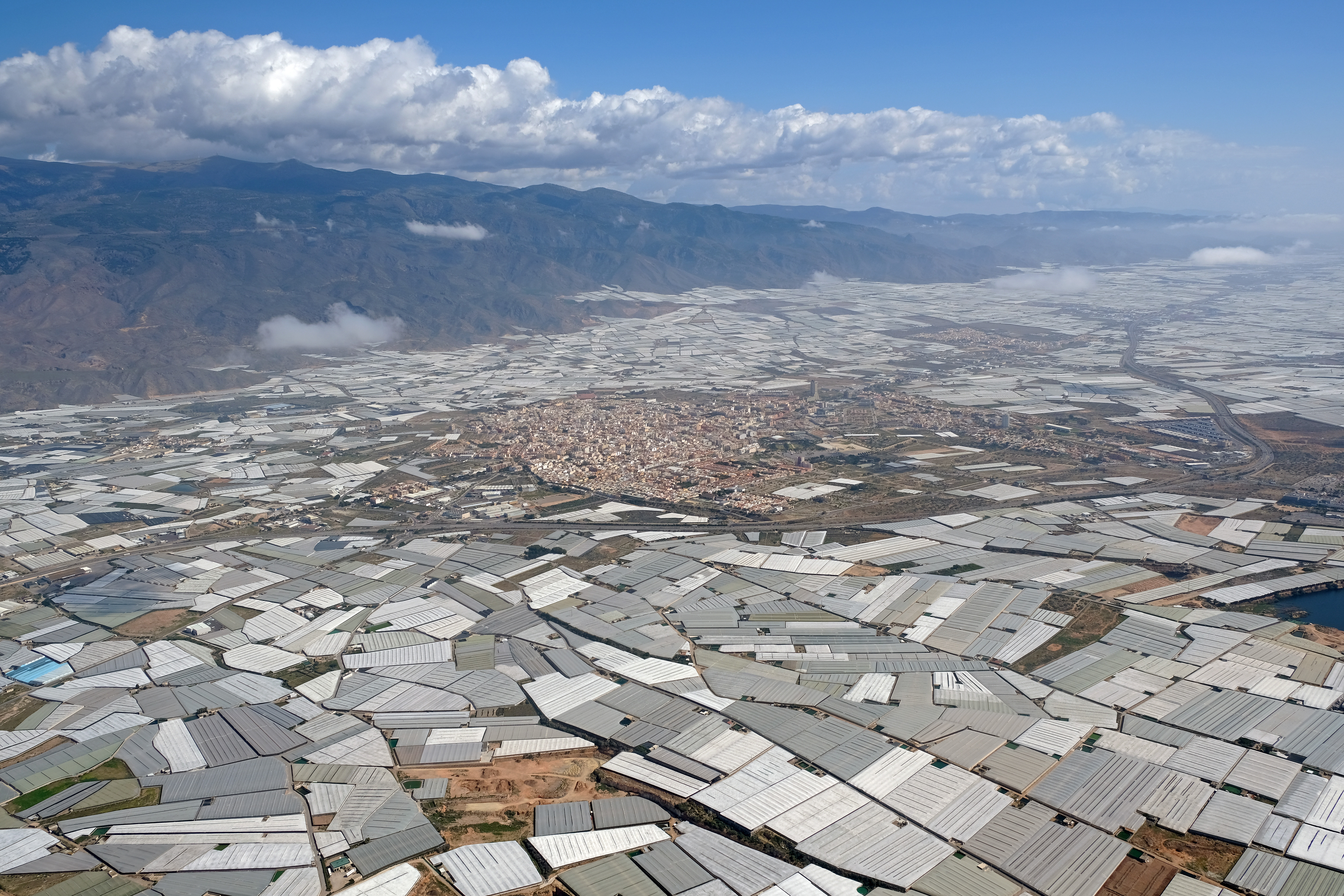

엘에히도(El Ejido)는 스페인 안달루시아주 알메리아도의 지방 자치체이다. 알메리아로부터 32킬로미터 떨어진 곳에 위치하며 표면적은 227제곱킬로미터이며 2014년 기준 84,144명이 거주하였다. 엘에히도는 "Comarca de El Poniente"의 열매와 채소 생산의 중심지이다. 도시가 제공하는 직업 기회는 주로 그린하우스 직업을 찾던 수많은 외부 농장 노동자들을 끌어들였다. 일부 그린하우스들은 컴퓨터가 통제하는 수경 재배 체계를 사용하여 시작되었기에 노동력을 줄이고 효율성과 지역 경제를 제고하였다.

## 인구
| 연도              | 인구   | ±%     |
| ----------------- | ------ | ------ |
| 1999              | 51,485 | —      |
| 2000              | 53,008 | +3.0%  |
| 2001              | 55,710 | +5.1%  |
| 2002              | 57,063 | +2.4%  |
| 2003              | 61,265 | +7.4%  |
| 2004              | 63,914 | +4.3%  |
| 2005              | 68,828 | +7.7%  |
| 2010              | 85,389 | +24.1% |
| 출처: INE (Spain) |        |        |